# MAS 36小銃
MAS 36（Manufacture d'Armes de Saint-Etienne Modèle 36）は、ベルティエ小銃やルベルM1886小銃の後継小銃として1932年に試作されたMAS 32を改良し、完成した小銃である。1935年にはプロトタイプが生産され、また、1936年にフランス軍に制式採用され、開発および製造はMAS（サン＝テティエンヌ造兵廠）で行われた。

## 概要
MAS 36は、当時の一般歩兵用小銃としてはイタリアのカルカノM1938などと並んで最も全長が短い部類に属する銃であり、木製銃床がマガジンの存在する部分で前後に二分割されている。
弾薬は、軽機関銃と小銃の弾薬共通化のために先に採用されていたFM mle1924/29軽機関銃と同じリムレスの7.5x54mm弾を使用する。これは、それまで使用されてきた起縁式かつ強くテーパーがかかった形状で時代遅れの8x50mmR レベル弾を更新することが主目的であった。
ボルト閉鎖機構は、ロッキングラグをボルトフェイス側ではなくボルト本体の後方に配置する、リー・メトフォード小銃やその改良型のリー・エンフィールド小銃と同様の方式を採用している。薬室側にラグの噛合部を切るモーゼル系と比較して薬室内にボルトが入り込む設計ではないためボルトの移動距離も短く、より速射性がある構造となっている。
MAS 36のもう1つの特徴は銃剣にあり、一般的な銃剣が剣型をしているのに対してこの銃の銃剣は刺突専用のスパイク型であり、銃身下部の筒に収納されている。使用するときは留め金を押しながら銃剣を収納筒から引き抜き、切っ先を前方へ向けてから、再び収納筒へ装着する。
銃口付近の右側面には叉銃用のスタッキングロッドが設けられている。また、この銃には安全装置がないので、携帯時には薬室に弾丸を装填しない状態で携行する必要がある。

## 運用
MAS 36は、前任のベルティエ小銃やルベルM1886小銃を更新するために設計されたものの、前任の銃と弾薬の互換性がない（ベルティエ小銃やルベル小銃は、8x50mmR レベル弾を使用）ことや、フランス軍自体の規模が大きく多数の植民地軍を維持していたため、1940年5月に始まったナチス・ドイツのフランス侵攻までに小銃を更新できたのは本国の前線歩兵部隊のみに止まり、その他の兵科の兵や予備役・植民地兵はまだ旧式のベルティエ小銃やルベル小銃を使用しているという問題を抱えていた。
第二次世界大戦後は、フランス軍と植民地軍の持つ本銃がインドシナ戦争やアルジェリア戦争における対ゲリラ戦、そして、第二次中東戦争（スエズ動乱）に新型のMAS 49半自動小銃やMAT 49短機関銃・AA-52汎用機関銃などと共に投入された。特に第二次中東戦争においては、第2植民地落下傘連隊（2er RPC：Regiment Parachutiste Colonial）の狙撃手が望遠照準器を装備したMAS 36を使用してエジプト軍狙撃手の排除任務に従事した。
MAS 36小銃は、1960年代初めごろには歩兵用ライフルとしての役目をセミオート式のMAS 49に譲って退役したが、同銃の機関部を利用して製造したFR F1（Fusil Modele F1）狙撃銃が開発・採用された。
その後も、FR F1を7.62x51mm NATO弾仕様に改修したFR F2がフランス軍用狙撃銃として近年まで使用された。

## 派生型
MAS 36 CR39
空挺部隊向けに銃身と先台・木被（ハンドガード）を短縮し、アルミニウム鋳物製の折り畳み式銃床を採用した型。短くなった先台に収納できるよう、銃剣も短いものに変更された。折り畳んだ状態の銃床を固定する機能は無い。負い紐の後端は銃床内のリールに接続されて引き込まれており、誤って周囲に引っかからないよう考慮されていた。折り畳み時に本体との干渉を極力少なくするために、銃床は下面が開いた中空形状をしているため、展開時に握り辛く、また、強度面に不安があるとして現場の将兵には不評であった。
MAS 36 LG48

MAS 36/51

## FR F1/FR F2
FR F1（Fusil modèle F1）は、高精度に製造されたMAS 36の機関部に、フリーフロート（片持ち式）の肉厚銃身・銃口制退器・ピストルグリップタイプの銃床・望遠照準器・脱着式10発箱型弾倉・チークピースと樹脂製バットプレートを装備した狙撃銃。7.5x54mm弾を使用。1967年制式化。
フランス軍用は7.5mm×54仕様であるが、輸出用には7.62mm×51仕様が製造された。照準器（スコープ）はMAS 49用に開発されたものを流用している。1984年から後継のFR-F2への改修が始まったが、一部に使用弾薬が変更されただけのFR-F1も存在する。
FR F1の改良型であるFR F2が1984年に制式化され、フランス軍狙撃銃として近年まで使用された。これは、FR F1を7.62x51mm NATO弾仕様に改修すると共に、銃身と二脚に改良を加えたもので、新規製造はされていない。このため刻印のうちモデル名と使用弾薬は削り取った上から再び刻まれているが、製造番号はFR F1のものがそのまま引き継がれている。
フリーフローティング銃身を延長の上、ポリマー製のサーマルジャケットで大半を覆っている。サーマルジャケット追加の目的は、太陽による熱での銃身の歪み防止による精度維持と、焼けた銃身から生じる陽炎を抑え、照準の際に視界が遮られるのを防止するためである。サーマルジャケットの先端には銃身とのすき間をふさぐゴム製のブーツ、同じく上面にはスコープ破損に備えたバックアップ用照準器が設けられている。スコープはFR F1用のスコープを7.62x51mm弾用に調整したものが使用されており、1940年代に設計されたこのスコープは1995年に置き換えられるまでの長い間フランス陸軍で使用されていた。
本銃は外国への売り込みは成功しなかったが、フランス陸軍や海兵隊・GIGNなどで採用された。フランス陸軍が投入された1996年のコソボ紛争では、市街戦にて本銃を装備したフランス軍スナイパーが活躍し、その他アフガニスタンの戦場でも使用されている。

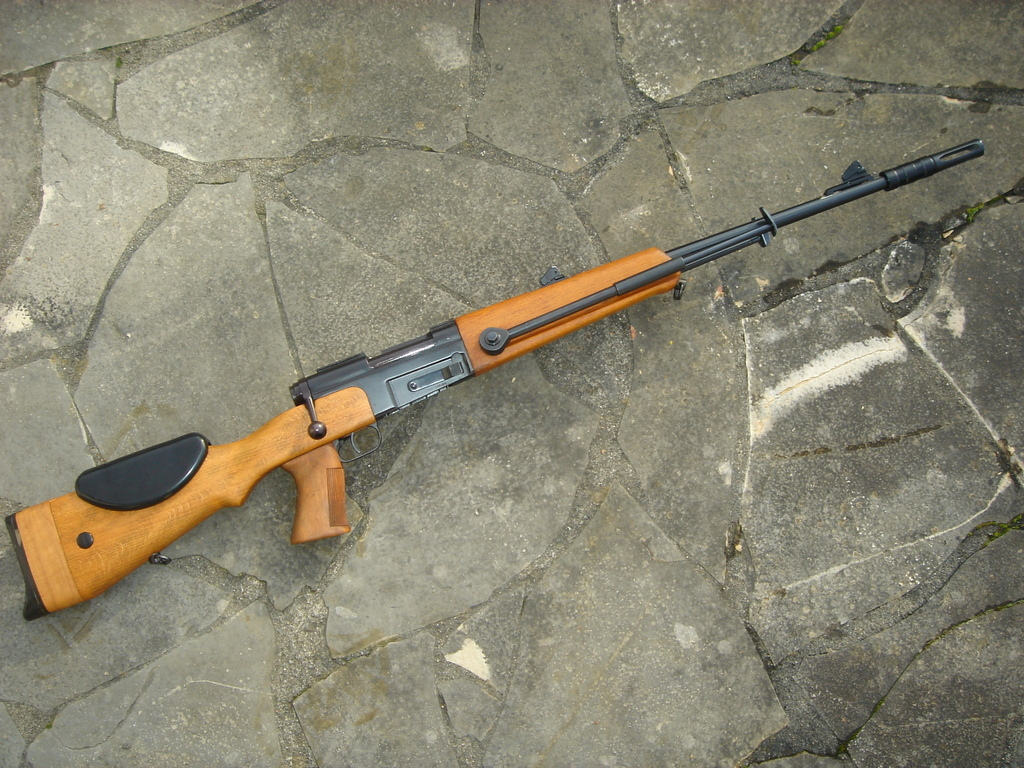
FR F1（スコープを外し、銃床に延長アタッチメントを付けた状態）
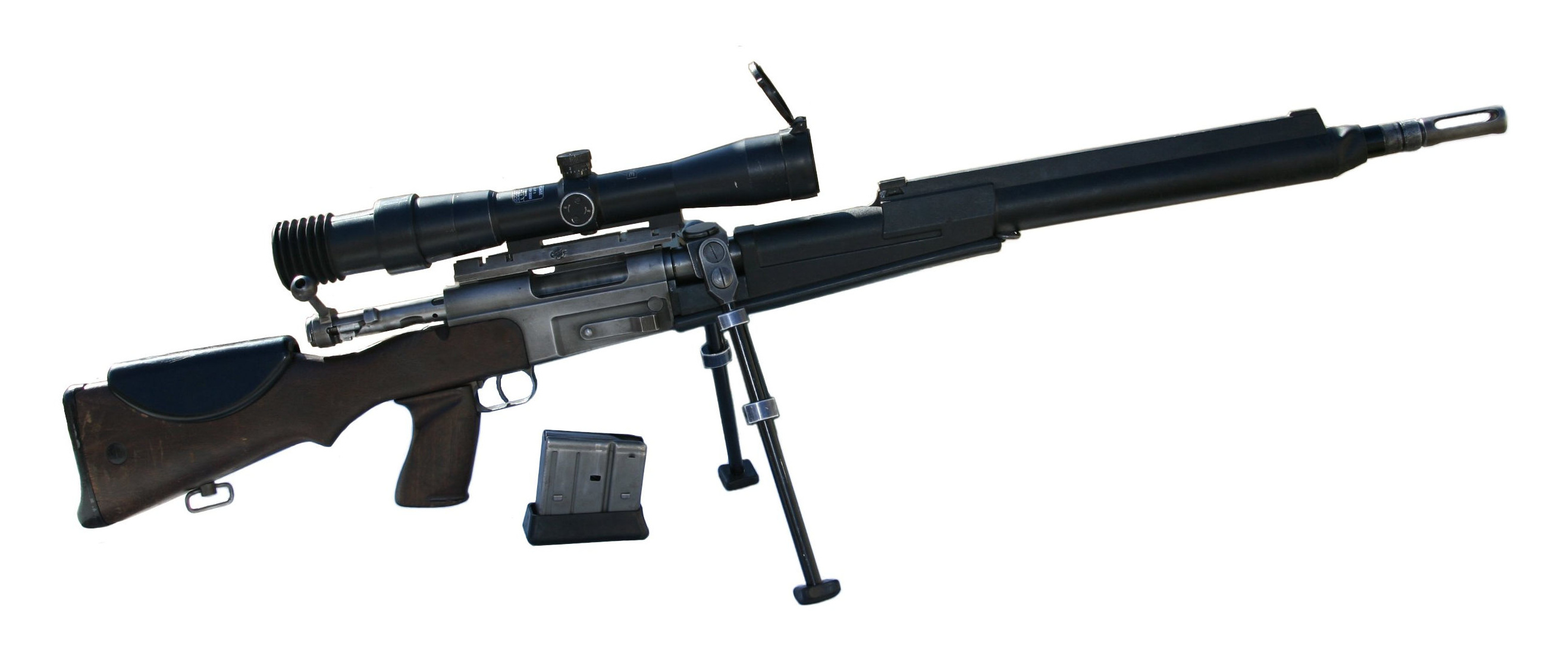
FR F2
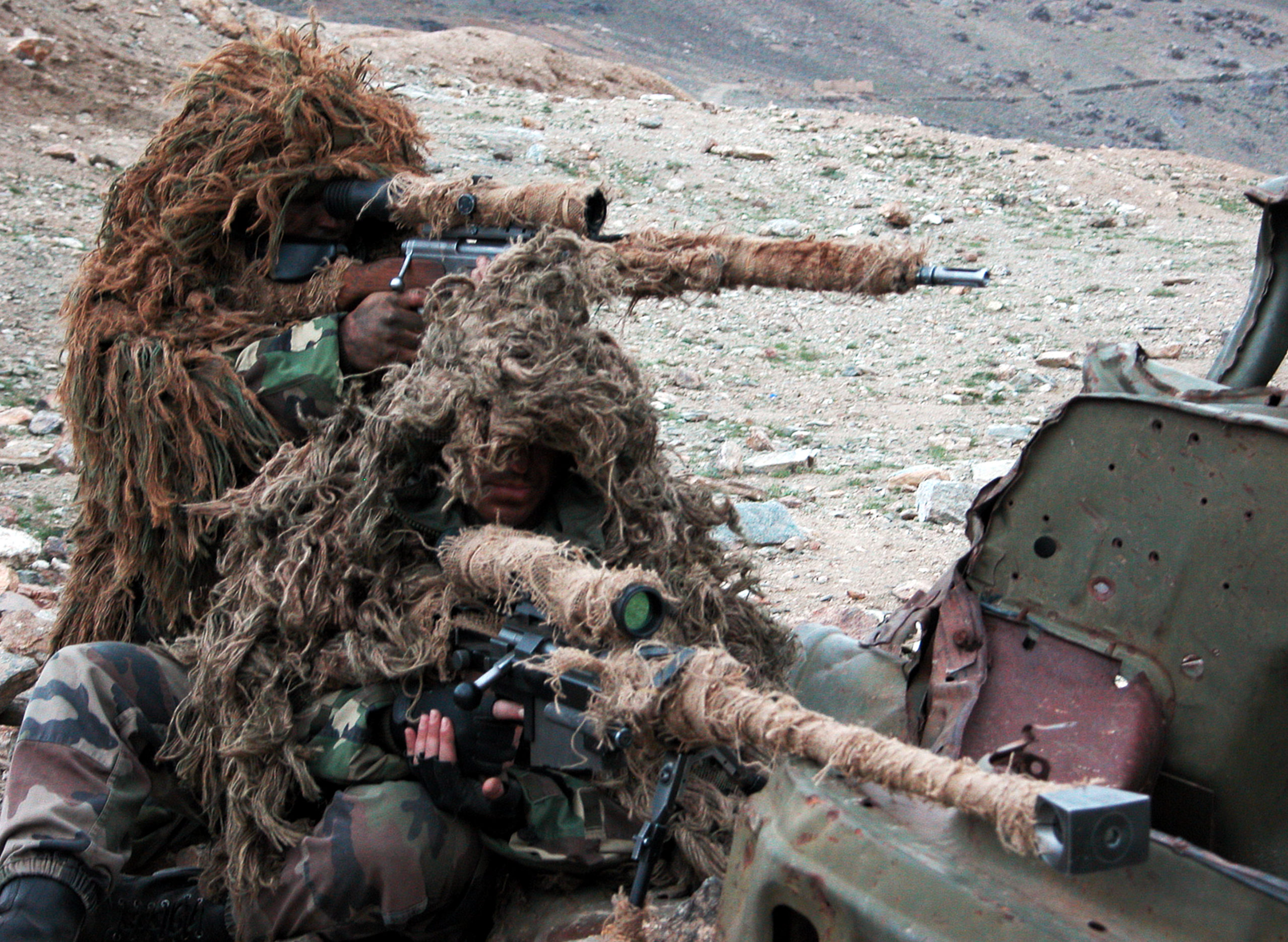
アフガニスタンに派遣された第2外人歩兵連隊隊員。擬装を施したPGM ヘカートII（手前）とFR F2（奥）を所持している（2005年撮影）

|          | SV-98                                   | SR-25                                       | M24                  | FR F2                | Arctic Warfare             | SVD                                                         |
| -------- | --------------------------------------- | ------------------------------------------- | -------------------- | -------------------- | -------------------------- | ----------------------------------------------------------- |
| 画像     |                                         |                                             |                      |                      |                            |                                                             |
| 使用弾薬 | 7.62x54mmR弾 7.62x51mm弾 8.58×70mm弾 等 | 7.62x51mm弾                                 | 7.62x51mm弾          | 7.62x51mm弾          | 7.62x51mm弾 8.58×70mm弾 等 | 7.62x54mmR弾                                                |
| 装弾数   | 10発                                    | 5 - 20発                                    | 5発 / 10発           | 10発                 | 5 - 10発                   | 10発                                                        |
| 銃身長   | 650 mm                                  | 508 mm / 609 mm                             | 610 mm               | 650 mm               | 660 mm                     | 620 mm                                                      |
| 全長     | 1,270 mm                                | 1,118 mm                                    | 1,092 mm             | 1,200 mm             | 1,180 mm                   | 1,225 mm                                                    |
| 重量     | 6,200 g                                 | 4,810 g （競技仕様）                        | 4,400 g              | 5,100 g              | 6,500 g                    | 4,310 g                                                     |
| 射程     | 1,000 m                                 | 600 m                                       | 800 m 1,500 m        | 800 m                | 800 m 1,500 m              | 800 m                                                       |
| 作動方式 | ボルトアクション方式                    | 作動:ストーナー方式 閉鎖:ロータリーボルト式 | ボルトアクション方式 | ボルトアクション方式 | ボルトアクション方式       | 作動:ショートストロークピストン式 閉鎖:ターンロックボルト式 |

## 登場作品

### アニメ・漫画
『終末のイゼッタ』
エイルシュタット公国の近衛兵及び、軍の兵士達がMAS36を使用。
『ソードアート・オンライン』
主要人物の一人シノンがウルティマラティオ・ヘカートII入手までFR-F2を使用していた。原作では不明。
『ルパン三世 PART5』
第19話でミラージュ母娘がFR-F2を使用する。

### ゲーム
『Project Reality（BF2）』
フランス軍の狙撃銃としてScrome J8を装着したFR-F2が登場。
『ソードアート・オンライン フェイタル・バレット』
FR-F2が「サンフロワ」の名称で登場（武器ランクに伴い変化）。ただし、床尾板の追加や銃架の撤去など外見がアレンジされた架空銃である。シノンが使用する。
『バイオハザード ヴィレッジ』
FR-F2が「F2ライフル」の名称で登場。ドミトレスク城の屋上で入手することができる。通常プレイで入手できる唯一のスナイパーライフル銃である。
『Enlisted』
ノルマンディーキャンペーンにて、枢軸側で使用可能。

### 映画
『ダンケルク』
ダンケルク市を防衛するフランス軍の兵士達がMAS36を使用。